# التمييز في الإسكان في الولايات المتحدة الأمريكية
التمييز في الإسكان في الولايات المتحدة الأمريكية هو ممارسة حرمان الأمريكيين من أصل أفريقي أو غيرهم من الأقليات من المساوة في حق الحصول على سكن، من خلال التضليل، والحرمان من العقارات وخدمات التمويل، والتوجيه العنصري، وقد أثرت سياسة الإسكان في الولايات المتحدة على نزعات التمييز فيها عبر التاريخ، وتشمل التشريعات الرئيسية قانون الإسكان الوطني لعام 1934، وقانون إعادة تكييف الجنود، وقانون الإسكان العادل، وتساهم عوامل -مثل الحالة الاجتماعية والاقتصادية والاستيعاب المكاني والهجرة- في إدامة التمييز في الإسكان، وتتضمن آثار هذا التمييز الترحيل وعدم تكافؤ مستويات المعيشة والفقر، ولكن أقيمت مبادرات لمكافحة التمييز في الإسكان، مثل برنامج إسكان القسم 8.

## تاريخ التمييز في الإسكان

### التشريع

#### قانون الإسكان الوطني لعام 1934
في عام 1934، نشأت ممارسة إقامة خطوط حمراء في الأحياء السكنية من خلال قانون الإسكان الوطني، وبدأت هذه الممارسة، المعروفة أيضًا بالتمييز في الرهن العقاري، عندما سمحت الحكومة الفدرالية وإدارة الإسكان الفدرالية المتشكلة حديثًا لشركات قروض مالكي المنازل بإنشاء خرائط أمن سكني، تحدد مستوى الأمن للاستثمارات العقارية في 239 مدينة في أنحاء الولايات المتحدة، وحُددت المناطق عالية الخطورة على هذه الخرائط بالأحمر، وعليه وُضعت خطوط حمراء في العديد من أحياء الأقليات على هذه الخرائط، ما يعني أن البنوك ستحرم الأشخاص الذين يعيشون في هذه الأحياء من كامل رأس مال الرِهان العقارية، وقد أدى ذلك إلى تدهور العديد من تلك الأحياء، لأن الافتقار للقروض اللازمة لشراء المنازل أو إجراء إصلاحات فيها صعّب على هذه الأحياء أن تجذب الأسر وتحافظ عليها، ويعتبر العديد من المؤرخين الحضريين فرض الخطوط الحمراء أحد العوامل الرئيسية في سحب الاستثمارات من المدن وانحدار أهمية المدن المركزية في العقود الوسطى من القرن العشرين. 

#### قانون الإسكان لعام 1937
سُنّ هذا التشريع خلال عصر الصفقة الجديدة، وأمّن الأساس لبرامج الإسكان العام المستقبلية، وقد سمح هذا التشريع بإنشاء ما يقارب 160,000 وحدة من المساكن العامة، كان الغرض من معظمها تخفيف صعوبات الإسكان على الطبقة الفقيرة والعاملة التي كانت تعاني من الكساد العظيم، وأتاح برنامج الإسكان العام المذكور أيضًا للسلطة الفدرالية للإسكان توفير العديد من الموارد المالية لسلطات الإسكان المحلية للمساعدة على بناء هذه الوحدات وتطويرها، ورغم توفير القانون خيارات سكنية منخفضة الميزانية، فإنه خلق تمييزًا عرقيًا أكبر في الإسكان، نظرًا إلى أن غالبية السكان الفقراء حينها كانوا من الأقليات.

#### قانون إعادة تكييف الجنود
في نهاية الحرب العالمية الثانية، عزز قانون إعادة تكييف الجنود الممارسات التمييزية بإبعاد الأمريكيين من أصل أفريقي عن الأحياء الأمريكية الأوروبية، ما أظهر جانبًا آخر من التمييز ضد الأمريكيين من أصل أفريقي فيما يخص الإسكان، علمًا بأنه خُصص لتقديم ميزات لملايين الجنود المحاربين في الحرب العالمية الثانية لدى العودة إلى ديارهم من الخارج، وقد كان فرانكلين روزفلت من وقّع على هذا المستند الهام في عام 1944، فمنح أولئك المحاربين فرصًا تعليمية وتدريبية، وقروضًا إسكانية مضمونة، ومزرعة أو عملًا تجاريًا، ومساعدة للعثور على وظيفة، مع مبلغ بطالة أسبوعي قدره 20 دولارًا لمدة أقصاها 52 أسبوعًا في حال عدم العثور على وظيفة، وقد سمح هذا القانون لملايين الجنود الأمريكيين بشراء منازلهم الأولى بقروض غير مكلفة، ما أدى إلى نمو هائل في الضواحي ونشوء المفهوم المثالي لنمط الحياة في الضاحية.
قوبل الأمريكيون من أصل أفريقي بالتمييز لدى محاولتهم شراء منزل في الأحياء ذات الغالبية الأمريكية الأوروبية، فرفض السماسرة عرض هذه العقارات عليهم، أو حاولوا إقناعهم بعدم شرائها إذا عرضوها عليهم، وقد عاد سلوك السمسارة ذاك إلى اعتقادهم بأنهم سيفقدون تجارتهم المستقبلية إذا تعاملوا مع أمريكيين أفارقة، وأنه سيكون من غير الأخلاقي بيع منزل في حي أمريكي أوروبي لأمريكيين أفريقيين لأنه سيهبط بالقيم العقارية للمنازل المجاورة.
نبذت سياسةُ إقامة حدود حمراء -إلى جانب قانون إعادة تكييف الجنود- الأمريكيين من أصل أفريقي لمنطقة مركزة ضمن المدينة، للحفاظ على القيم العقارية المنخفضة ومعدلات الجرائم المرتفعة في منطقة محتواة، وقد كان إقصاء الأمريكيين الأفارقة لأحياء لم تكن تتلقى أي دعم نظرًا إلى ممارسات سياسة الخطوط الحمراء بمثابة نبوءة حققت ذاتها بإنشاء الأحياء الفقيرة ذات معدلات الجرائم العالية التي كانت المدينة تتوجس منها.

#### قانون الإسكان العادل (عام 1968)
استمرت الممارسات التمييزية العلنية المتمثلة في رفض بيع الأمريكيين الأفارقة ومنحهم القروض دون انقطاع حتى عام 1968 على الأقل، عندما أُقر قانون الإسكان العادل، الذي أصبح بفضله الرفض الصريح لبيع الممتلكات لأولئك الأفراد أمرًا نادرًا، نظرًا إلى ما سيترتب على ذلك من ملاحقة قضائية بموجب هذا القانون، ويُعبتر مكتب الإسكان العادل وتكافؤ الفرص مكلفًا بإدارة قوانين الإسكان العادلة وفرضها، وبإمكان أي شخص يعتقد أنه تعرض لتمييز في الإسكان على أساس عرقه تقديم شكوى إسكان عادل.
وباعتباره قانون الإسكان العادل الأكثر شمولًا في ذاك الوقت، استطاع هذا التشريع فرض الإسكان العادل كسياسة وطنية، ووحد من الممارسات التمييزية، فحُظر التمييز على أساس العرق أو اللون أو الدين أو الجنس أو الأصل القومي بشكل خاص في التأجير، والبيع والتمويل وعمولة الإسكان وخدمات الإسكان، ولكن هذا القانون لم يمنح وزارة الإسكان والتطوير العمراني قدرة كبيرة على فرض القوة، فقد اقتصرت صلاحياتها على التوسط في نزاعات التمييز في الإسكان، ولم تمتلك السلطة لرفع دعاوى أو اتخاذ إجراءات قانونية حاسمة.

#### سياسة نيكسون للإسكان العادل (عام 1971)
خلال فترة رئاسته، قوضت سياسة الإسكان الفيدرالية لنيكسون قانون الإسكان العادل، إذ اعترفت سياسته بأن القانون الفيدرالي يتطلب ممارسات غير تمييزية في شؤون الإسكان الفيدرالية، ولكنها لم تقدم الدعم الرئاسي لذلك، وأعلن نيكسون أن الحكومة لا تستطيع فرض إلغاء التمييز العنصري في الضواحي أو التكامل الاقتصادي/العرقي، وبقيامه بذلك، حصل على العديد من أصوات سكان الضواحي ولكنه زاد من تفاقم قضية عدم المساواة في الإسكان بعدم مساندته لبرامج الإسكان المدعومة ماليًا للمساعدة على إلغاء التمييز العنصري.

#### قانون تكافؤ فرص التسليف لعام 1974
أمّن قانون تكافؤ فرص التسليف الحماية من تمييز المسلفين، إذ نصّ على أنه لا يمكن للمسلفين التمييز ضد المتقدمين على أساس العرق أو الجنس أو الوضع العائلي أو الدين أو الإثنية أو العمر، وقد صُمم هذا التشريع لاستكمال قانون الإسكان العادل فيما يخص أنماطًا محددة من التمييز في الإسكان، فيوفر بذلك المزيد من الحماية من التمييز في ممارسات الإقراض.

#### قانون الإفصاح عن الرهن العقاري لعام 1975
بشكل مشابه لقانون تكافؤ فرص التسليف لعام 1974، صُمم هذا التشريع أيضًا لاستكمال قانون الإسكان العادل في مجالات محددة من التمييز في الإسكان، وقد حمى المتقدمين من التمييز في مؤسسات الإقراض عن طريق مطالبة أي مؤسسة مالية توفر قرض رهن عقاري متعلق بالاتحاد الفيدرالي بالإفصاح عن بياناتها سنويًا، بما تضمن تقارير عن مقدار القروض المتعلقة بالإسكان الفيدرالي وموقعها (بتتبع منطقة العد السكاني أو الرمز البريدي)، وكان الغرض من هذه الطريقة منع التمييز في الإقراض في مناطق معينة.